# Sundsvall
Sundsvall je grad i središte istoimene općine u švedskoj županiji Västernorrland. 

## Zemljopis
Grad se nalazi u istočnome dijelu središnje Švedske na obalama Botničkog zaljeva.

## Stanovništvo
Prema podacima o broju stanovnika iz 2005. godine u gradu živi 49.339 stanovnika.

## Gradovi prijatelji
- Volhov, Rusija
- Pori, Finska
- Sønderborg, Danska
- Porsgrunn, Norveška
- Konin, Poljska

## Vanjske poveznice
- Službene stranice grada

### Ostali projekti
|  | Zajednički poslužitelj ima još gradiva o temi Sundsvall |